# سیلر سیتی (کارولینای شمالی)
سیلر سیتی (به انگلیسی: Siler City) شهری در ایالت کارولینای شمالی کشور ایالات متحده آمریکا است که جمعیت آن در سرشماری سال ۲۰۱۰ میلادی، ۷٬۸۸۷ نفر بوده‌است.